# Janet Yellen
Janet Louise Yellen (sinh 13 tháng 8 năm 1946) là một giáo sư kinh tế học người Mỹ.  Bà từng là Bộ trưởng Ngân khố Hoa Kỳ, cựu chủ tịch Cục Dự trữ Liên bang (Hoa Kỳ), nguyên chủ tịch Hội đồng tư vấn kinh tế cho Tổng thống Hoa Kỳ William Jefferson Clinton từ năm 1997 đến năm 1999. Bà cũng là một thành viên bỏ phiếu của Ủy ban Thị trường Mở Liên bang trong năm 2009. Yellen là giáo sư danh dự tại Trường Kinh doanh Haas của Đại học California, Berkeley. Ngày 23 tháng 11 năm 2020, Yellen được Tổng thống đắc cử của Hoa Kỳ Joe Biden lựa chọn cho vị trí Bộ trưởng Ngân khố Hoa Kỳ, và bà được Thượng viện phê chuẩn vào ngày 25 tháng 1 năm 2021.
Phu quân của bà là George Akerlof, nhà kinh tế đoạt giải Nobel.

## Cuộc sống ban đầu
Yellen được sinh ra ở Brooklyn, New York, là con gái của Anna (nhũ danh Blumenthal) và Julius Yellen, một vị bác sĩ. Bà tốt nghiệp trường Trung học Fort Hamilton ở Bay Ridge, Brooklyn. Bà tốt nghiệp với danh hiệu summa cum laude (danh hiệu cao nhất) tại Đại học Brown về ngành kinh tế học trong năm 1967, và nhận bằng tiến sĩ Kinh tế tại Đại học Yale năm 1971.
Yellen là người Do Thái , bà đã kết hôn với George Akerlof, một giáo sư danh dự tại Đại học California tại Berkeley, người từng đoạt giải Nobel kinh tế học. Con trai của bà là Robert Akerlof cũng trở thành một giáo sư tại Đại học Warwick.

## Sự nghiệp
Yellen hiện nay là chủ tịch của Federal Reservation System, được bầu từ ngày 06/01/2014 sau một thời gian dài đóng góp cho tổ chức này.
Yellen làm trợ lý giáo sư tại Đại học Harvard từ năm 1971-1976 và một nhà kinh tế trong Hội đồng Dự trữ Liên bang của Thống đốc trong giai đoạn 1977-1978. Từ năm 1980, Yellen đã được tiến hành nghiên cứu tại Trường Haas và giảng dạy môn kinh tế vĩ mô phần lớn thời gian và bán thời gian về Quản trị kinh doanh. Bà đã trở thành một Giáo sư danh dự tại Đại học California tại Berkeley và Trường Haas, nơi bà được biết đến với tên Giáo sư Kinh doanh và giáo sư kinh tế Eugene E. và Catherine M. Trefethen. Hai lần Yellen đã được trao tặng giải thưởng giảng dạy xuất sắc của Trường Haas.
Yellen từng là Chủ tịch Hội đồng tư vấn kinh tế cho Tổng thống Hoa Kỳ Bill Clinton từ ngày 13 tháng 2 năm 1997  đến năm 1999, và được bổ nhiệm làm thành viên của Cục Dự trữ Liên bang Hội đồng Thống đốc giai đoạn 1994-1997. Bà đã giảng dạy tại Đại học Harvard và tại Trường Kinh tế London. Yellen sau đó còn trên cương vị chủ tịch của Hiệp hội kinh tế quốc tế miền Tây, phó chủ tịch của Hiệp hội Kinh tế Mỹ, thành viên của Tổng công ty Yale.